# Seda bizantina

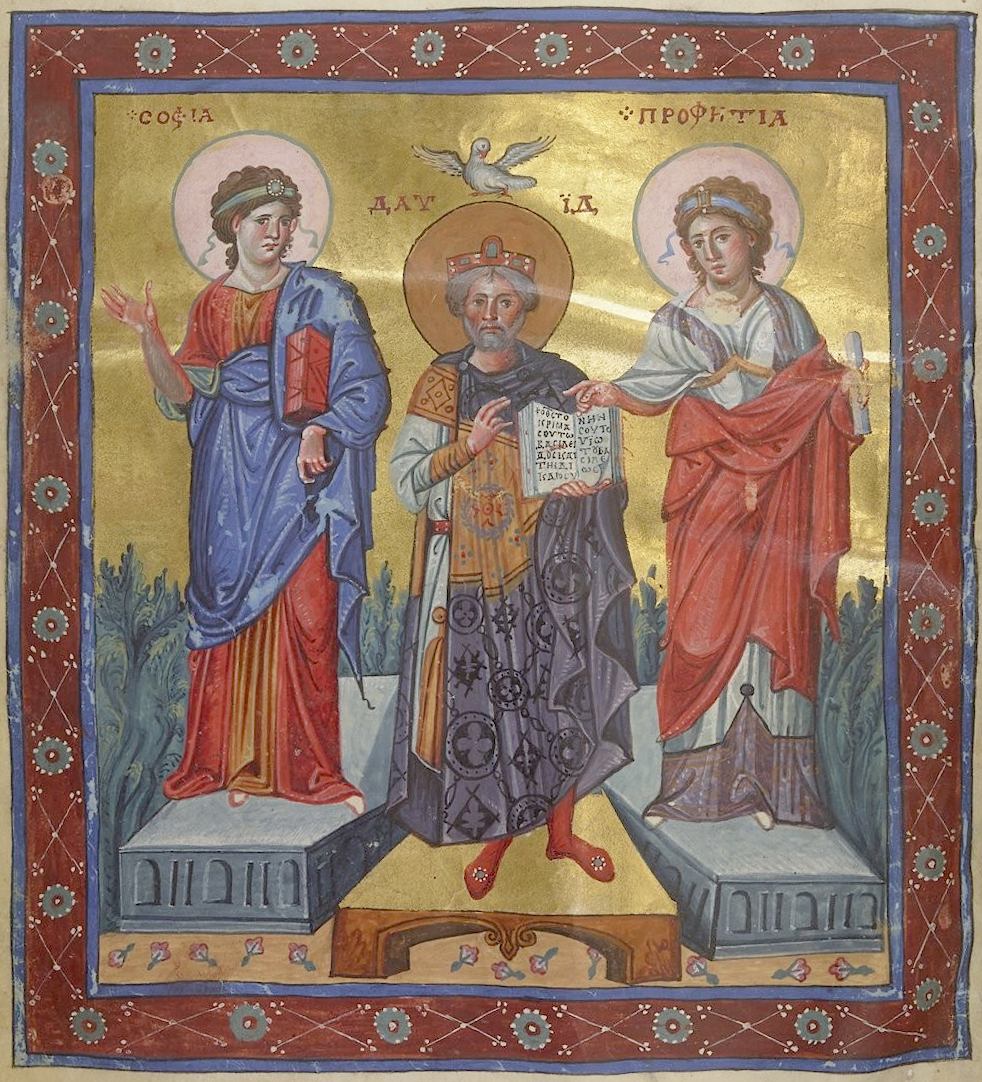
David, entre las representaciones de la Sabiduría y la Profecía, en una clámide de seda bizantina. Salterio de París,.

Se denomina seda bizantina a aquella seda hilada en el Imperio bizantino desde el siglo IV hasta la caída de Constantinopla en 1453.
Constantinopla, la capital del Imperio bizantino, fue el primer centro productor de seda de Europa. La seda era uno de los bienes más importantes de la economía del Imperio bizantino, utilizada por el imperio tanto como un medio de pago como un elemento de diplomacia. Inicialmente se compraba la seda en bruto de China y se la utilizaba para producir telas de calidad por las que se pagaban importantes sumas en todo el mundo. Posteriormente, los huevos del gusano de seda fueron llevados de China al Imperio por medio del contrabando. La importancia del comercio de seda con China gradualmente decreció. Con posterioridad al reinado de Justiniano I, la fabricación y venta de seda se convirtió en un monopolio imperial, la seda solo era procesada en fábricas imperiales, y se vendía a compradores autorizados.
Las sedas bizantinas destacaron por sus colores brillantes, su uso de hilos de oro, y diseños intrincados, que poseen una compleja composición semejante a la de los bordados de los tejidos fabricados con telar. El Imperio Bizantino dominó la producción de seda en Europa desde la Baja Edad Media, hasta que se desarrolló la industria de manufactura de la seda en Italia en el siglo XII, y se desmembró el imperio luego de la cuarta cruzada (1204).

## Historia

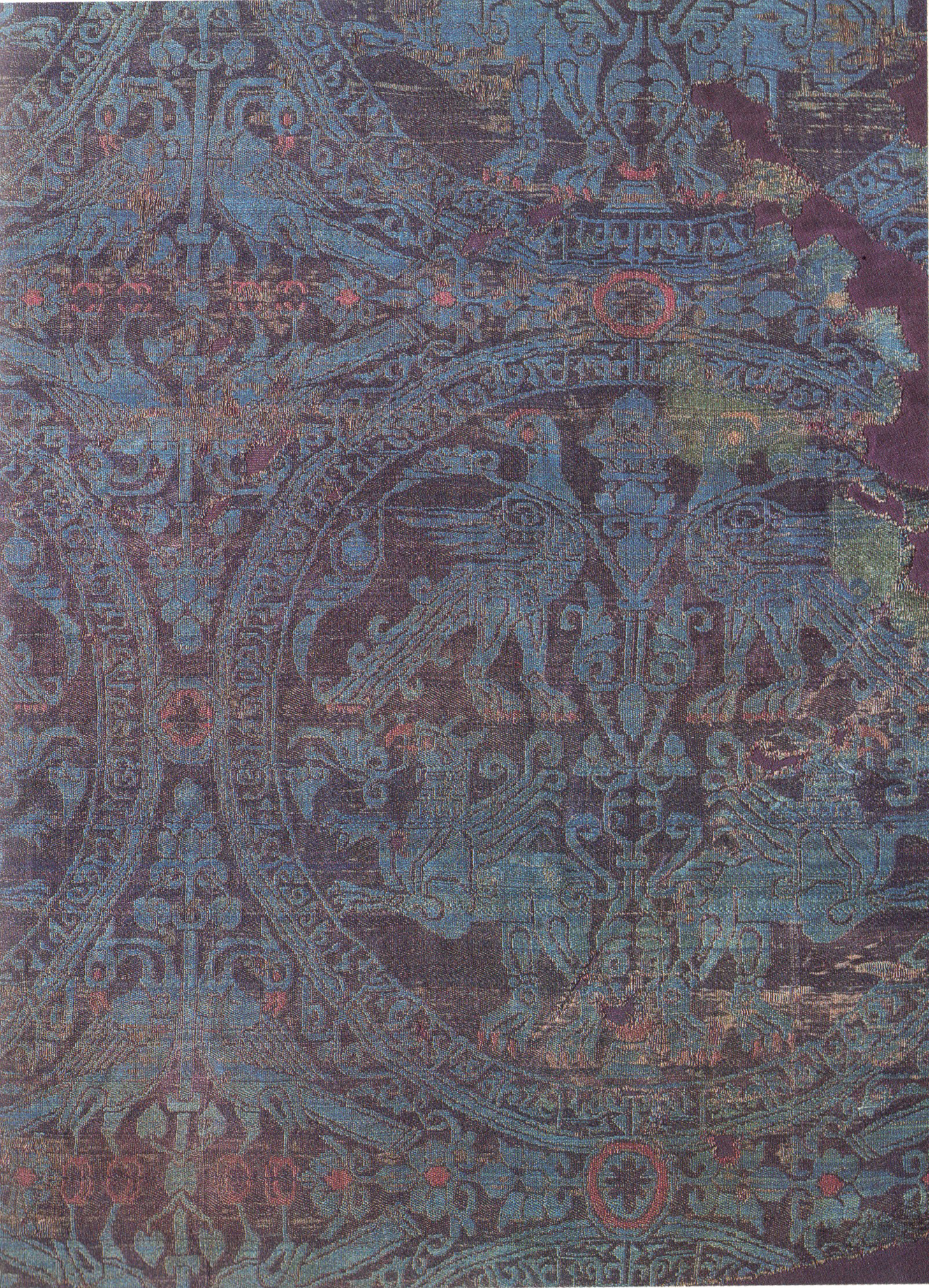
Seda bizantina con un patrón de aves y grifos en rondas.

Durante el Imperio romano, la seda llegaba a Occidente por la ruta de la seda que atravesaba Asia desde la dinastía Han de China, cruzando el Imperio parto y el Imperio sasánida hasta los puestos comerciales en Siria. Existen registros de las importaciones de seda en bruto, hilo de seda, y telas, pero las técnicas para producir dichos textiles a partir del gusano de seda bombyx mori era un secreto muy bien guardado por los chinos hasta que el emperador Justiniano I (482–565) organizó el contrabando de huevos del gusano de seda fuera de China en 553-54, sentando las bases para el desarrollo de una floreciente industria de la seda en Bizancio.
Poco tiempo después que los huevos del gusano de la seda fueron sacados subrepticiamente de China por los monjes cristianos «nestorianos», el historiador bizantino del siglo VI Menandro Protector relata como los sogdianos intentaron establecer una ruta comercial directa de seda china con el Imperio de Bizancio. Luego de sellar una alianza con el gobernador sasánida Cosroes I para derrotar el imperio Heftalita, Istämi, el gobernador del Kaganato göktürk, recibió una delegación de comerciantes sogdianos quienes le solicitaron permiso para tramitar una audiencia con el rey de reyes sasánida para solicitar se les otorgara el privilegio de atravesar el territorio Persa para así poder comerciar con los bizantinos. Istämi denegó el primer pedido, pero accedió a una segunda solicitud y la embajada sogdiana fue enviada a la corte del rey sasánida, quien mandó envenenar a los miembros de la embajada. Maniah, un diplomático sogdiano, convenció a Istämi que enviara una embajada directamente a Constantinopla, la cual llegó en el año 568 y no solo le llevó sedas de regalo al emperador de Bizancio Justino II, sino que también propuso una alianza contra la Persia sasánida. Justin II aceptó y envió una embajada al Kanato Turkico, acordando el comercio directo de seda solicitado por los Sogdianos. Sin embargo, aun con la producción de seda bizantina comenzando en el siglo VI, aun se consideraba a las variedades chinas como de mejor calidad, lo que tal vez se ve confirmado por el descubrimiento de una moneda sólido bizantina acuñada durante el reinado de Justin II hallada en una tumba china de la dinastía Sui (581-618 AD) en la provincia de Shanxi en 1953, parte de otras monedas bizantinas encontradas en otros sitios. Según los relatos históricos chinos, los bizantinos ("Fu-lin"), continuando con una antigua tradición diplomática romana en China, también enviaron varias embajadas a la corte de la dinastía Tang (618-907) en China y una vez a la corte de la  dinastía Song (960-1279), ofreciendo regalos exóticos tales como piezas de cristal a la vez que expresaban un gran interés comercial por la seda china. El historiador bizantino Teofilacto Simocates en el siglo VII dejó un relato bastante exacto de China, su geografía, su reunificación por la dinastía Sui (581-618), y hasta menciona a su gobernador Taisson con el significado de "Hijo de Dios", tal vez derivado del nombre del emperador Taizong de Tang (r. 626-649). Las fuentes chinas contemporáneas el Libro de Tang y el Nuevo Libro de Tang, también poseen relatos de la ciudad de Constantinopla y como fue sitiada por Muawiyah I (fundador del Califato Omeya), quien posteriormente le exigió el pago de tributos.

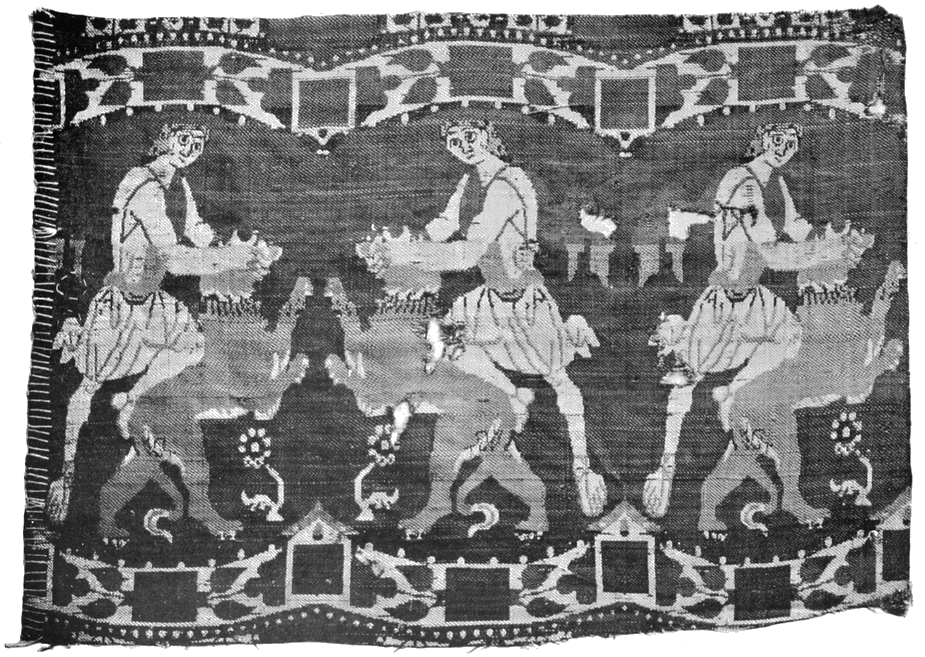
Tela de seda bizantina con escena de San Sansón de Constantinopla, -

Los nuevos tipos de telares y técnicas de tejido también fueron importantes en determinar el curso de los acontecimientos. Las telas de seda con tejido simple o tafetán habían estado en uso desde la era romana, y las sedas con patrones damasquinado en forma de diseños geométricos cada vez más complejos se desarrollan a partir de mediados del siglo III. Los tejidos de sargas con trama o contrahilo se desarrollaron antes del año 600, y las sargas compuestas policromas se convirtieron en el tejido de facto de las sedas bizantinas durante varios siglos. Los tejidos monocromos lampás se pusieron de moda hacia el 1000 en los centros de tejido bizantinos e islámicos; en estas telas se utiliza un contraste entre texturas en vez de colores para producir patrones de diseño. Aún sobreviven unos pocos tapices tejidos con sedas bizantinas.

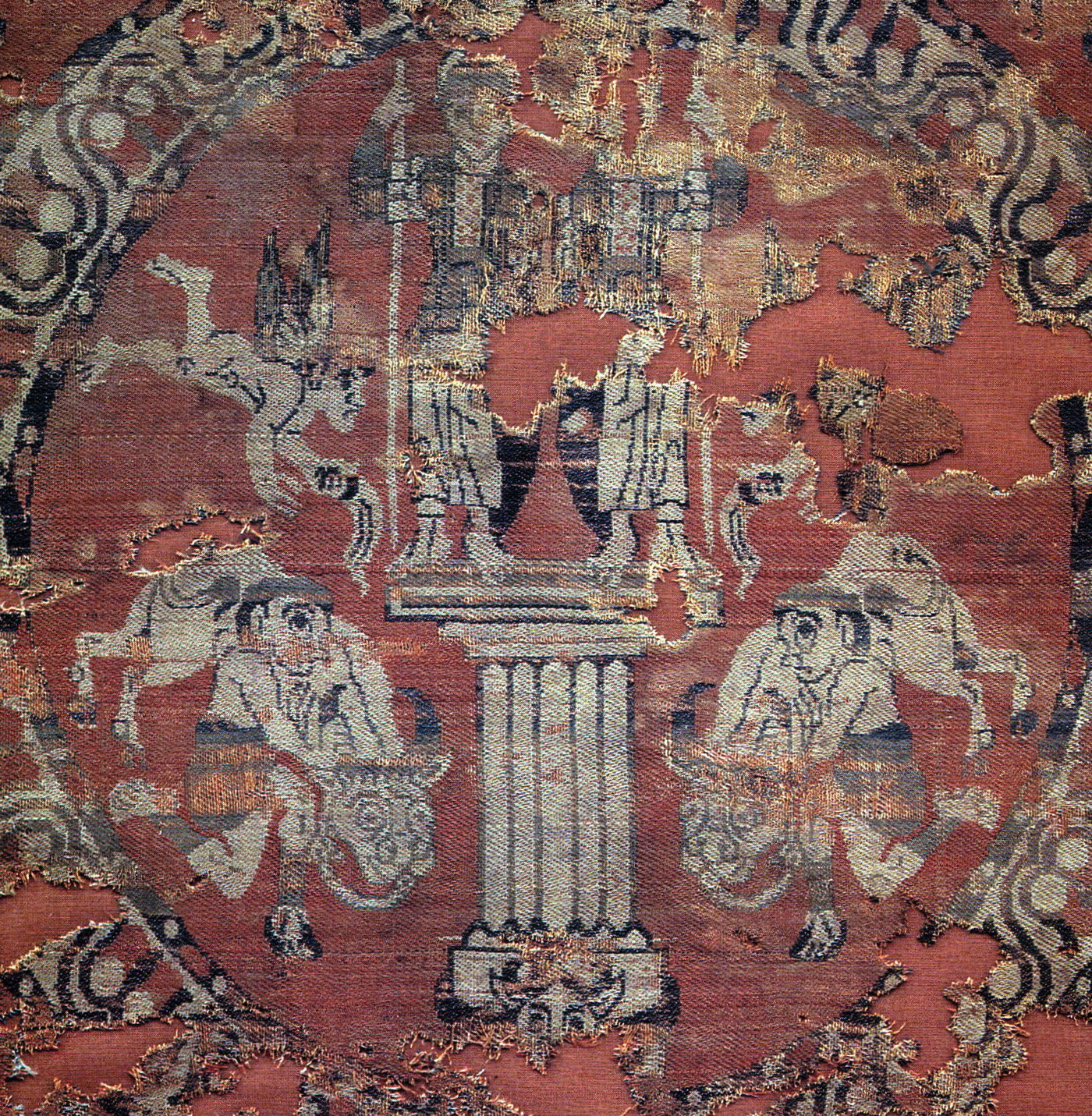
Paño de seda con la imagen de una ofrenda de animales a dos figuras (Castor y Pollux) parados sobre un pilar; Bizancio, /

A lo largo del tiempo cambiaron las reglas respecto al uso del costoso tinte púrpura real, pero las telas teñidas de este color por lo general estaban limitadas al uso por personas de clases sociales específicas y eran utilizadas para regalos diplomáticos. Otros pigmentos utilizados en los talleres de manufactura de la seda bizantina eran granza, kermes, índigo, gualda, y palo brasil. Los hilos de oro eran producidos mediante cintas de plata dorada envueltas sobre un núcleo de seda.
Las sedas bizantinas de los siglos VI (y posiblemente del V) presentan diseños con patrones de motivos más pequeños tales como corazones, esvásticas, palmetas y hojas trabajadas en hilos de dos colores. Con posterioridad, se observan motivos de plantas (tales como hojas de loto y flores) y figuras humanas. Las telas que han sobrevivido hasta nuestros días dan cuenta de un importante intercambio de técnicas y temas iconográficos entre Constantinopla y los nuevos centros textiles islámicos del Mediterráneo y Asia Central en los años posteriores a las conquistas musulmanas del siglo VII. Los diseños de los siglos VIII y IX poseen medallones con parejas de figuras humanas o animales en imágenes espejadas sobre un plano vertical.  Numerosos motivos se asemejan a diseños sasánidas incluidos el árbol de la vida, caballos alados, leones, y bestias imaginarias, Y hay varias piezas de tela sobre las cuales los especialistas no se ponen de acuerdo sobre si su origen es bizantino o islámico. Los patrones de moda comprenden actividades e intereses de la corte real, tales como escenas de caza o cuádrigas.

## Tejidos

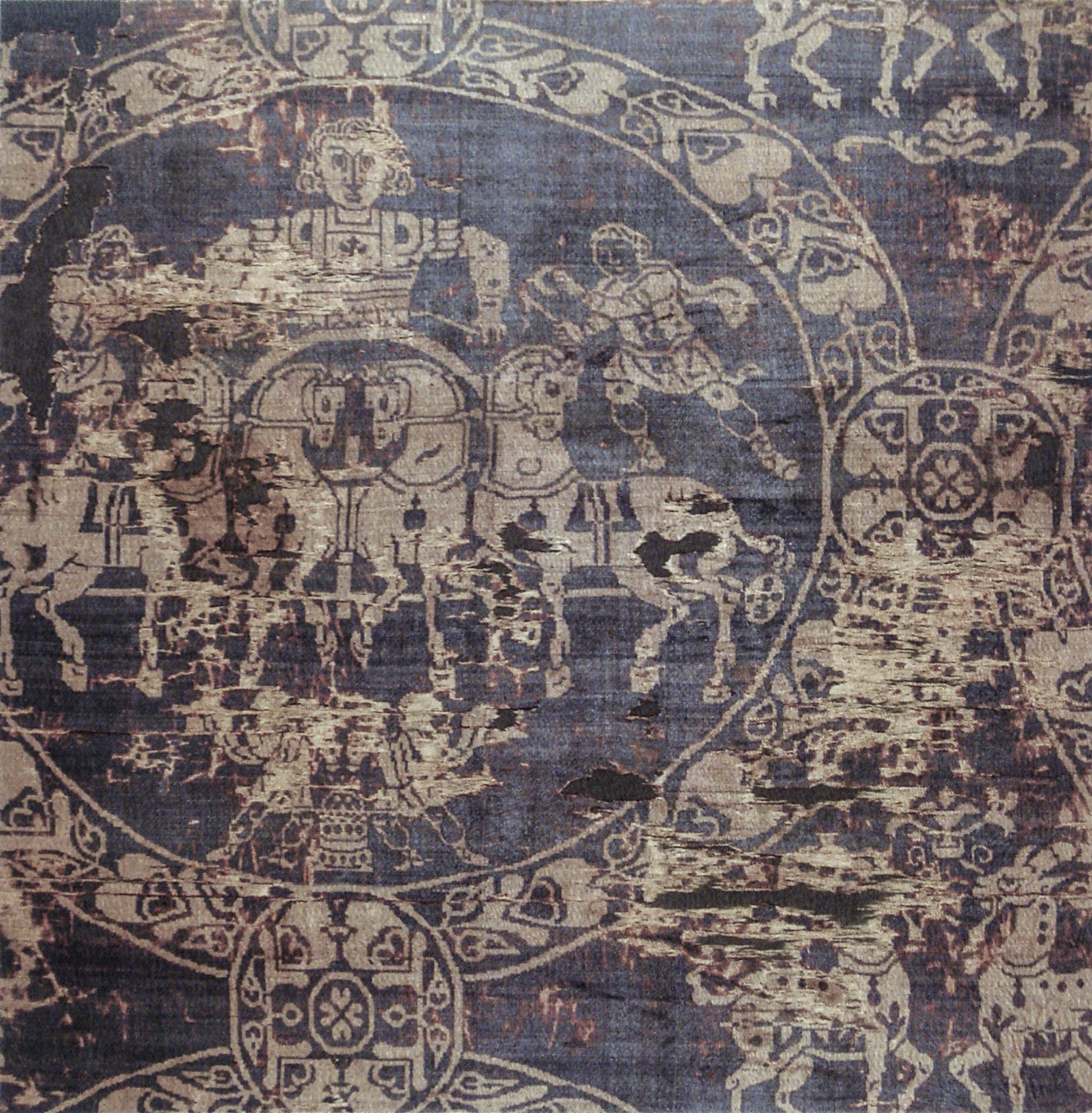
El sudario de Carlomagno, una seda policromada bizantina con un patrón con una cuadriga,. París, Museo Nacional de la Edad Media.

De los cinco tipos de tejidos básicos utilizados en los centros de tejeduría mediterráneos bizantinos e islámicos, a saber tafetán, sarga, damasquinado, lampás y tapiz, el producto más importante era la sarga compuesta con contrahilo denominada samite (una variedad de brocado). La palabra deriva del vocablo en francés antiguo samit, del Latín medieval samitum, examitum que proviene de griego bizantino  ἑξάμιτον hexamiton "seis hilos", por lo general interpretado como haciendo referencia al uso de seis hilos de trama. En el samite, los hilos de la urdimbre principal se encuentran ocultos a ambos lados de la tela por los contrahilos que definen el patrón.
Estas sedas sumamente costosas, las cuales literalmente costaban su precio en oro, fueron poderosas armas políticas del Imperio de Bizancio entre los siglos IV y XII. Los presentes diplomáticos de sedas bizantinas permitieron acordar alianzas con los francos. Bizancio le concedió derechos de comercio de sedas a  Venecia, Pisa, Génova y Amalfi, todas potencia marinas de la época, para asegurarse el apoyo naval y militar para los territorios de Bizancio.
La influencia ejercida por la tejeduría bizantina fue muy importante. Los rituales de la corte de seda de Bizancio y las prácticas eclesiásticas fueron adoptadas por los francos, de la misma manera que los estilos y códigos de vestimenta de la corte de Bizancio fueron imitados en el mundo islámico. En Bizancio se desarrollaron elaboradas vestimentas de seda para la corte y se impuso el uso de la seda en vestimentas civiles y uniformes militares y para costosos ropajes religiosos.... Estas sedas fueron una forma de riqueza portátil de la cual se podía disponer como medio de pago en caso de necesidad.

Las sedas han sobrevivido en Europa en las tumbas de figuras importantes, como cubiertas de libros, y en relicarios. También resulta claro  que fueron utilizadas como tapices y cortinas en iglesias y en mansiones de la nobleza, como también en vestimentas. Rara vez las fuentes mencionan el origen específico de la seda, pero a veces describen los diseños con suficiente grado de detalle tal que es posible identificarla como bizantina.
En la Inglaterra anglosajona hubo sedas por lo menos desde fines del siglo VII, llevadas desde Roma por Benito Biscop y otros.  Las sedas eran una compra esencial y fácil de transportar realizada por los peregrinos acaudalados en Roma o Tierra Santa (donde es posible también compraran sedas sirias o egipcias). En Inglaterra se las podía obtener de comerciantes ingleses quienes las compraban a su vez en Roma y Pavía, y que probablemente también las obtuvieran de comerciantes escandinavos que accedían a ellas a través de la ruta comercial del Báltico. Se debió poner en práctica un método especial para que la Corona inglesa pudiera pagar en forma directa a Pavia a cuenta de los cargos de aduana sobre la seda, ya que a los comerciantes de Pavia les resultaba muy difícil o peligroso asegurarse el pago por parte de los comerciantes ingleses. Los presentes diplomáticos también traspasaban de dueños desde la corte Imperial de Constantinopla, y no era raro que los gobernantes que habían recibido los presentes a su vez se los regalaran a otros gobernantes, e iglesias tanto dentro como fuera de sus territorios. Carlomagno no solo le regaló sedas al rey Offa de Mercia, sino que también a la diócesis de Mercia y Northumbria.

## Tapices y bordados

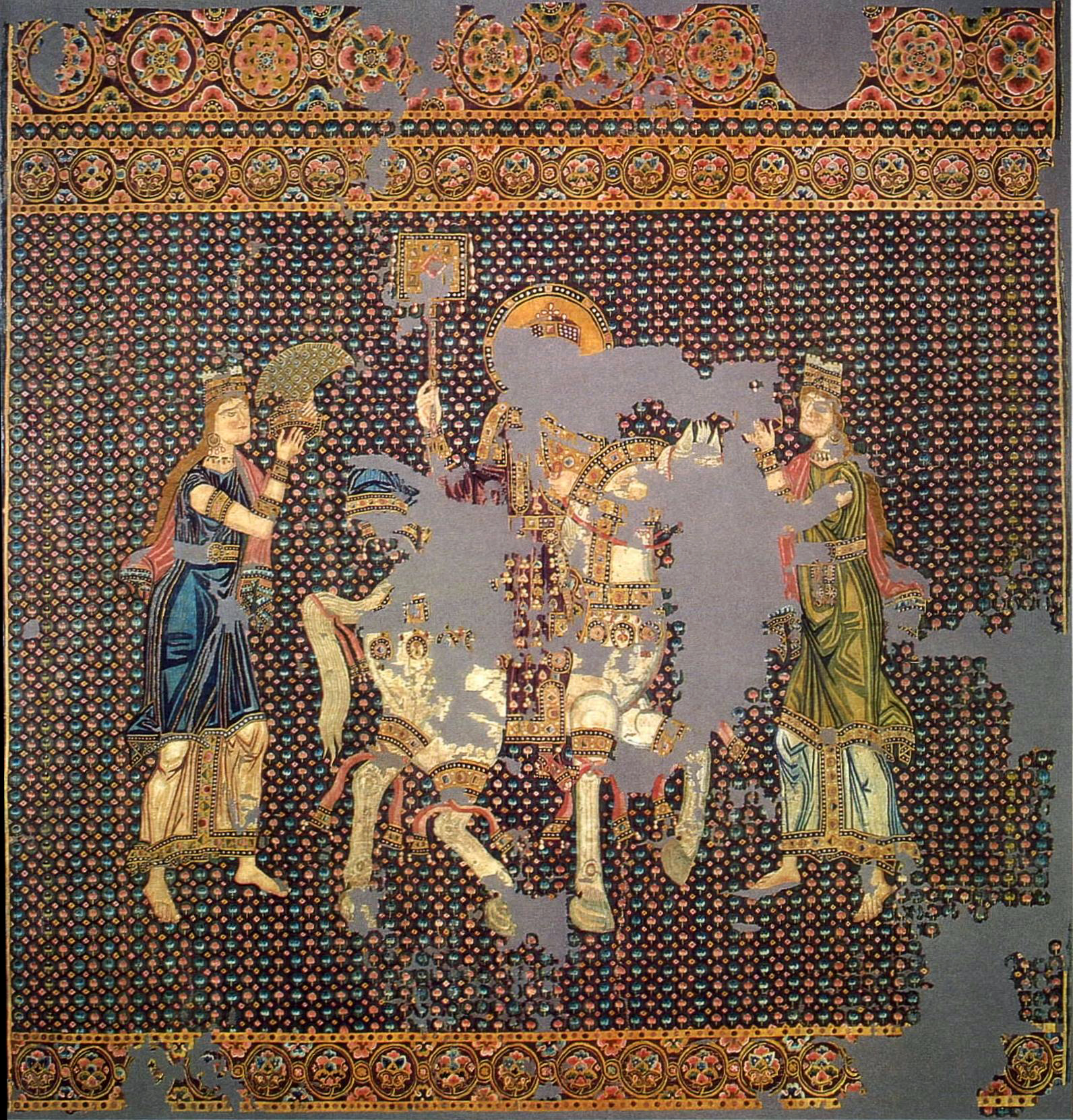
El "Bamberger Gunthertuch", es un bordado colgante imperial que muestra el regreso de John Tzimiskes de una campaña exitosa hacia el 970.

Además de las vestimentas bordadas y las telas de decoración, los talleres bizantinos eran reconocidos por la producción de tapices y telas ricamente bordadas decoradas muchas veces con escenas con figuras. El ejemplo más destacado que ha sobrevivido hasta nuestros días es el tapiz tejido denominado  "Bamberger Gunthertuch", que se remonta al siglo X el mismo abarca unos 2 m², y presenta a un emperador a caballo acompañado de dos mujeres. Casi un siglo después, el tapiz fue adquirido por el obispo de Bamberg en Alemania, en un peregrinaje a Constantinopla, dado que el obispo falleció durante el viaje, el tapiz fue utilizado como su mortaja y de esta forma se preservó hasta nuestros días. Las escenas religiosas bordadas también se utilizaban en ropajes y tapices, y los famosos opus anglicanum ingleses parecen tener una gran influencia de la tapicería bizantina.
Ello fue la continuación de antiguas tradiciones, de las que se sabe por ejemplo gracias a evidencia encontrada en cementerios egipcios, y la protesta de  San Asterius de Amasia hacia el 410 sobre su feligresía en el noreste de Turquía, en la que manifiesta que los laicos decoraban sus ropajes con imágenes religiosas:
... ellos se hacen confeccionar, para ellos y para sus esposas e hijos, ropajes decorados con diez mil objetos....Cuando se visten para aparecer en público, a los ojos de los que los encuentran parecen muros decorados. Y tal vez los niños los rodeen, sonriendo y señalando con el dedo a la escena en la vestimenta; y caminan junto a ellos por largo tiempo. En estos ropajes hay leones y leopardos; osos, toros y perros; bosques, rocas y cazadores ... Es posible ver la boda de Galilea, y las ánforas de agua; el paralítico cargando su cama sobre su espalda; el ciego siendo curado con la arcilla; a la mujer del flujo sanguinolento, agarrándola por el borde del vestido; la mujer pecadora cayendo a los pies de Jesús; Lázaro resucitando de su tumba. Al proceder de esta manera ellos creen que están procediendo en forma pia y que se encuentran vestidos con ropajes que son del agrado de Dios. Pero si ellos siguen mi consejo ellos deberían vender esos ropajes y honrar la imagen de Dios vivo. No representen a Cristo en sus ropajes. Ya es suficiente que sufriera una vez la humillación de morar en un cuerpo humano que por su propia voluntad asumió por nosotros. Por lo que no deben llevar esta imagen en sus ropas sino en vuestra alma.